# Tegalgede
Tegalgede is een bestuurslaag in het regentschap Garut van de provincie West-Java, Indonesië. Tegalgede telt 4795 inwoners (volkstelling 2010).